# Egon Bahr
Egon Bahr (Treffurt, 1922. március 18. – Unkel, 2015. augusztus 20.) német újságíró, politikus. Willy Brandt munkatársa volt.

## Pályafutása
Apja tanár volt, s mivel 1938-ban nem akart elválni zsidó feleségétől, elbocsátották állásából. A család Berlinbe költözött. 1940-ben érettségizett, származása miatt nem tanulhatott tovább, kereskedő szakmát tanult (ipari berendezések értékesítése). 1942–44-ben katona volt, de elbocsátották a Wehrmachtból származása miatt, és munkaszolgálatra osztották be a Rheinmetall-Borsig gyárban. 1945-ben újságíróként kezdett dolgozni Berlinben, később újságíró-riporter a Berliner Zeitungnál. 1956-ban belépett Németország Szociáldemokrata Pártjába, 1960-ban Willy Brandt Nyugat-Berlin polgármestere a város információ és sajtóirodájának élére hívta.
1961 és 1963 között Brandttal kidolgozta azokat a politikai irányvonalakat, amelyek később Németország új keleti politikájának alapját alkották. 1963 júliusában Tutzingban, az Evangélikus Akadémián fogalmazta meg először a német keleti politika új koncepcióját: változás közeledéssel (Wandel durch Annäherung).

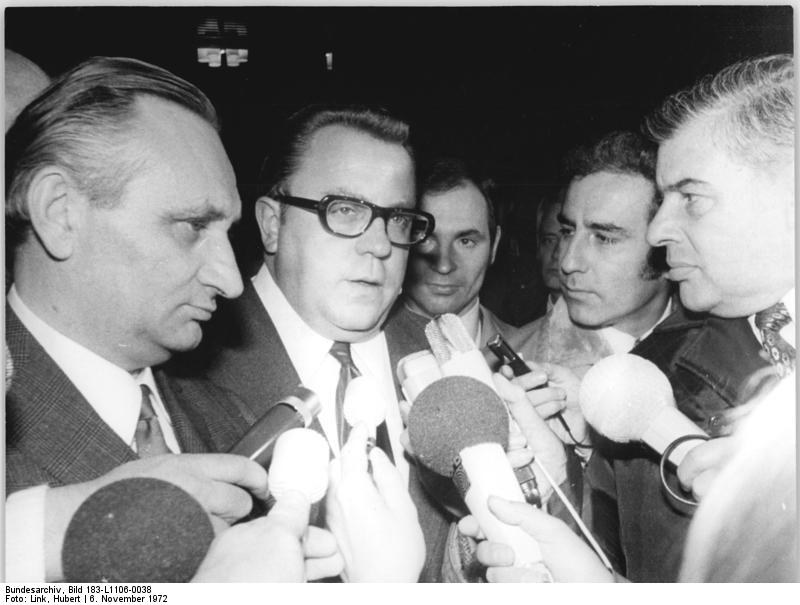
Bahr és Kohl válaszolnak az újságírók kérdéseire (1972. november 6.)

1966–1969-ig a Külügyminisztérium munkatársa, 1969-től 1972-ig Brandt kancellári hivatalának főtitkára. 1970 januárjában tárgyalásokat kezdett Moszkvában Gromiko külügyminiszterrel az erőszakról való lemondásról. Ezek a megbeszélések alkották a Moszkvai szerződés alapját, amelyet augusztus 12-én írtak alá. Novemberben tárgyalásokat kezdett az Német Demokratikus Köztársaság megbízottjával, Michael Kohllal, a két német állam közeledéséről, kapcsolatának javításáról. 1972-ben a Bundestagban parlamenti képviselő lett. 1972. december 21-én Bahr és Michael Kohl aláírták a két német állam alapszerződését. 1974-től 1976-ig a gazdasági együttműködés minisztere volt Helmut Schmidt kormányában.

## Személyes
Egon Bahr 1945-ben házasodott össze Dorothea Grob-bal; egy fiú és egy lány született a kapcsolatból. 1977-ben különköltözött a feleségétől, de nem vált el annak 2011-es haláláig. Az újságírónő Karena Niehoff-al (1920–1992) volt egy további lánya. 1977-2002 között Christiane Leonhardt (* 1941) volt az élettársa. 2011-ben házasodott meg másodjára az egykori főiskolai tanítónővel  Adelheid Bahr-ral (* 1935; korábbi néven Adelheid Bonnemann-Böhner). 

## Magyarul
- Mi lesz a németekkel? Kérdések és válaszok; Kossuth, Bp., 1983